# Arnica latifolia
Arnica latifolia là một loài thực vật có hoa trong họ Cúc. Loài này được Bong. mô tả khoa học đầu tiên.